# Dødsmarchen på Bataan
Dødsmarchen på Bataan var en japansk krigsforbrydelse, som i 1942 blev begået mod amerikanske og filippinske krigsfanger på Filippinerne i den indledende fase af Stillehavskrigen under 2. Verdenskrig

## Forhistorie
Efter at den japanske flåde den 7. december 1941 havde gennemført angrebet på Pearl Harbor indledte japanske styrker straks samtidige invasioner af lande i Sydøstasien, herunder Filippinerne.
De filippinske og amerikanske soldater blev bogstavelig talt løbet over ende, hvilket fik den amerikanske ledelse til at trække general Douglas MacArthur tilbage fra Filippinerne. Omkring 14.000 soldater fra det amerikanske marineinfanteri og 2.000 filippinske kampvognstropper holdt en tid lang stand på halvøen Bataan og den nærliggende ø Corregidor.

## Kapitulation
Den 9. april 1942 måtte generalmajor Edward P. King, som nu havde kommandoen, overgive sig ved omkring 70.000 mand til de japanske erobrere under Homma Masaharu, da de knap nok havde mad og vand tilbage. Dermed påførte de Japan et uventet højt antal udhungrede, syge og afmagrede fanger, som langt oversteg antallet af japanske tropper. Nogle reddede sig ud på havet, hvor amerikanske torpedobåde tog dem om bord og førte dem til Corregidor. De, som blev på land, ødelagde så vidt muligt deres skibe og våben og overgav sig herefter til japanerne.

## Dødsmarchen
Da den japanske hær kun var sparsomt motoriseret, var der kun få køretøjer til rådighed. Dagsmarcher på 30 km med fuld oppakning var almindeligt både under optræningen og under indsats, så derfor blev de fangne tvunget til at tilbagelægge knap 100 km på 6 dage nordpå til jernbanestationen i San Fernando. Derfra gik det videre nordpå gennem provinsen Tarlac til fangelejren Camp O'Donnell.
Det, som foregik under marchen, blev senere betegnet som en af de største japanske krigsforbrydelser under 2. Verdenskrig. Da Japan ikke havde underskrevet Genèvekonventionen, følte man sig ikke bundet af den, og japanerne behandlede fangerne herefter. Den, som blev stående eller faldt om af udmattelse under marchen, blev skudt, halshugget eller stukket ned med en bajonet. Enkeltpersoner eller hele enheder blev udvalgt tilfældigt og udsat for den orientalske solbehandling. De måtte sidde stille uden noget over hovedet i solen i flere timer. De, som faldt om, blev dræbt. Der blev marcheret hele dagen. De, som ikke holdt det angivne tempo, blev pint af vagterne til at gå hurtigere. Om natten kunne fangerne ligge i det fri. Tidligt om morgenen blev de vækket igen, og turen fortsatte.
På hele marchen fik de dårligt nok forplejning og vand af japanerne. Lokale, som forsøgte at give fangerne mad, blev skudt. Da fangerne passerede en flod, løb mange soldater ned til vandet. De blev alle skudt. Først på de sidste to dage uddelte vagterne små risboller – en pr. mand pr. dag.
Mens fangerne i starten støttede hinanden, f.eks. ved at syge blev lagt på bårer og båret af deres kammerater, handlede det til sidst for hver enkelt blot om at overleve. Hertil kom, at den sidste amerikanske bastion på Corregidor begyndte at skyde med granater mod Bataan. Nogle af de marcherende blev ramt af egne granater.
Blandt fangerne begyndte sygdomme såsom malaria og Entamoeba histolytica at florere. Mange blev ofre for dehydrering og sult. Af de oprindelige 70.000 nåede kun knap 54.000 målet.

## Efterspil
Den 6. juni 1942 gennemførte den japanske besættelsesmagt en amnesti for de filippinske fanger, og de blev løsladt. De amerikanske soldater blev overført til en anden fangelejr ved navn Cabanatúan i provinsen Nueva Écija.
Efter nogen tid i denne lejr blev fangerne ført om bord på 11 skibe, som blev kendt under betegnelsen Helvedesskibe. De skulle sejle fangerne til Busan i Korea. Sammenstuvede som sardiner i dåse måtte soldaterne tilbringe 33 dage om bord under overfarten. Hollandske ubåde, som ikke vidste noget om krigsfangerne om bord, angreb skibene og sænkede seks af dem.
Efter krigens slutning dømte en amerikansk militærdomstol den japanske kommandant Homma Masaharu til døden for alvorlige krigsforbrydelser. Om han direkte gav ordre til mishandlinger, kunne ikke afklares. I det mindste tolererede han de umenneskelige handlinger, som hans underordnede udførte. Homma blev henrettet den 3. april 1946 uden for Manila.

## Eksterne kilder
- Bataan, Corregidor, and the Death March: In Retrospect Arkiveret 14. maj 2008 hos  Wayback Machine (engelsk)
- Projektside for Elizabeth Marie Himchak Arkiveret 15. maj 2008 hos  Wayback Machine (engelsk)
- Beretning fra en overlevende fra dødsmarchen Arkiveret 26. januar 2010 hos  Wayback Machine (engelsk)
- Erindringsløb for ofrene fra Bataan i ørkenen ved White Sands Arkiveret 7. september 2009 hos  Wayback Machine (engelsk)